# Jean Absil
Jean Absil (Bon-Secours, Hainaut, 23 de octubre de 1893 – Bruselas, 2 de febrero de 1974), fue un compositor belga.
Se inició en la música en el Conservatorio Real de Bruselas, donde obtuvo los primeros premios de órgano, armonía y fuga. Estudió orquestación y composición con Paul Gilson. Más adelante fue profesor honorario de fuga en el Conservatorio de Bruselas y director honorario de la Academia de música Jean Absil de Etterbeek. También fue miembro de la Academia Real de Bélgica y presidente de la sección belga de la SIMC (Société Internationale pour la Músique Comtemporaine).
Ha reunido sus investigaciones sobre la politonidad y la atonalidad en un breve estudio, Postulados de la música contemporánea, prologado por Darius Milhaud.

## Su obra

### Música instrumental
- 3 Impromptus, (1932), piano
- La mort de Tintagiles, (1923-26), para orquesta
- 2.º Symponie, (1936), para gran orquesta
- Concertos pour piano, op.30 (1937)
- Sonnatine, (1937), piano
- Marines, (1939), piano
- Rhapsodie roumaine, (1943), para violín y orquesta
- Le Zodiaque, (1949), sinfonía concertante
- Symphonie en re menor, (1967)
- Quatuor pour clarinettes, op. 132, (1968)
- Sonate 1970, (1970).
- Poésie et vélocité, (1972)
- Symphonie n.º 5, op. 148, (1976).
- Lemoine 3e et 4e quatuors à cordes, (1935 y 1941).
- Lemoine, para orquesta.
- Symphonie en re menor (1967)
- 3 Concertos pour piano, op. 30 (1937)
- Sonate pour Saxophone Alto et Piano, Op. 115 (1963)
- Rites (1952)

(otras obras, no mencionadas, han aparecido en Bruselas en el Cebedem).

### Música vocal
- Les Bénédictions, (1941), cantata, inédita.
- Chant du Mort, (1943), cantata según el folclore rumano, inédita.
- Zoo, (1944), 7 obras para cuarteto vocal.
- Le bestiaire, (1944), para cuarteto vocal.
- Thréne pour le Vendredi Saint, (1945), cantata, inédita.
- Chansons plaisantes, (1955-56), para dos voces de niño y orquesta.

### Música teatral
- Peau d’Ane, (1937), inédita.
- Le chapeau chinois, (1944), comedia lírica, inédita.
- Les Voix de la mer, (1951), ópera, inédita.

- Datos: Q364121
- Multimedia: Jean Absil / Q364121